# NU茶屋町
NU茶屋町（ヌーちゃやまち、NU chayamachi）は、阪急電鉄が経営するファッションビルのひとつ。
大阪府大阪市北区茶屋町（梅田地区）の通称「阪急村」と呼ばれる地域に所在する。
茶屋町のランドマーク的存在となっている。

## 名称の由来
「NU」とは、英語で「北」を表す「North」とアルファベットの「Umeda」の頭文字に由来する。

## 沿革
- 2005年10月20日 - オープン。
- 2011年4月29日 - NU茶屋町の向かい側にNU茶屋町プラスがオープン。

## 主なテナント
- タワーレコード

## 備考
オープン時には、著名人15人のコラボレートによる写真展が開催された。